# Mohammad Reza Emami
Mohammad Reza Emami (auch Muhammed Riza-i Imami; anhörenⓘ persisch محمدرضا امامی, DMG Moḥammad-Reżā Imāmī, IPA: mohæmmædrɛzɑ ɛmɑmi; † 1660 in Isfahan) war ein persischer Kalligraf des 17. Jahrhunderts. Er lebte von der Ära von Abbas I. bis in die Ära von Safi II. Er war ein Lehrling von Alireza Abbassi und war als „Imam der Kalligrafen“ bekannt.

## Leben
Mohammad Reza Emami war der Vater von Mohammad Mohsen Emami und der Großvater von Ali Naghi Emami. Alle dieser drei Kalligrafen waren berühmt in der Safawiden-Ära für ihre Thuluth-Werke. Die verschiedenen Inschriften der historischen Bauten in Isfahan, Maschhad, Ghom und Qazvin wurden von ihnen geschaffen.
Als Alireza Abbassi für Abbas I. zu arbeiten begann und sein Vertrauter wurde, ließ Abbas I. Mohammad Reza Emami und einige andere Kalligrafen, wie Mohammed Saleh Isfahani und Abdolbaghi Tabrizi, bei ihm, um Thuluth-Schrift zu lernen.
Er starb wahrscheinlich in Maschhad nach der 50-jährigen Beschäftigung auf dem Gebiet der Kalligrafie.

## Werke
Die meisten Inschriften von Emami sind in Isfahan, aber es gibt auch einige seiner Inschriften in Ghom, Qazvin und Maschhad. Seine erste Inschrift in Isfahan gehört dem Jahre 1629 und seine letzte Inschrift in Isfahan dem Jahre 1670. Seine Werke von 1673 bis 1676 sind alle in Maschhad, wo er die letzten Jahre seines Lebens verbrachte.
Die berühmten Werke von Mohammad Reza Emami sind in der Schah-Moschee. Unter einer Thuluth-Schrift von Alireza Abbassi über dem herrlichen Eingang dieser historischen Moschee gibt es eine andere Inschrift, die zu Mohammad Reza Emami gehört. Die Inschrift der südlichen Kuppel ist auch ein Werk von Emami. Die anderen Werke von Emami sind Folgende:
- Im Imam-Reza-Schrein: Es gibt drei Inschriften von Emami im Imam-Reza-Schrein.[6]
  - Eine Inschrift auf vier Tafeln an der Kuppel(über der Inschrift von Alireza Abbassi). Die Inschrift datiert aus 1675 und gehört der Ära von Safi II. Die Inschrift berichtet, dass ein Erdbeben geschehen war und die Kuppel einen Riss bekommen hatte und Reparaturen und Dekorationen an der Kuppel durchgeführt wurde.[7]
  - Eine Inschrift im südlichen Iwan.
  - Eine Inschrift von Bajssonqor Mirsa(Der Sohn von Schāh Ruch), die von Emami repariert wurde.
- In der Goharschad-Moschee: In der Mitte von Goharschad-Moschee.[8]
- In der Hakim-Moschee:
  - Eine weiße Thuluth-Inschrift auf dem ultramarinen Keramikfliesen über dem nördlichen Eingang. Die Inschrift datiert aus 1662.
  - Eine Inschrift im Iwan: Sie stellt einige Sätze aus dem Koran und auch den Namen von Mohammad Reza Emami dar. Sie datiert aus 1660.
  - Eine Inschrift an der Kuppel aus dem Jahre 1658.
  - Eine Inschrift in der Nähe von Mihrab aus dem Jahre 1660.
  - Eine Inschrift im östlichen Schabestan aus dem Jahre 1658.
  - Eine Inschrift im nördlichen Iwan aus dem Jahre 1660.
  - Eine Inschrift im westlichen Iwan mit einigen Sätzen aus Koran und dem Namen von Mohammad Reza Emami aus 1662.[9]
- In der Agha-Nur-Moschee: Es gibt eine Inschrift von Mohammad Reza Emami über dem Eingang, die aus dem Jahre 1629 stammt. Sie berichtet, dass der Gründer der Moschee, Noureddin Mohammad Esfahani, Wohltäter war und die Errichtung der Moschee während der Ära von Abbas I. begann, aber im ersten Jahr der Ära von Safi I. vervollständigt wurde.[10]
- In der Lonban-Moschee:
  - Es gibt einige weiße Thuluth-Zeilen auf dem ultramarinen Hintergrund der zwei Keramikfliesen. Die Zeilen stammen aus dem Jahre 1669.
  - Über dem Eingang der Moschee gibt es auch einige Gedichte mit weißen Nastaliq-Schriften auf den ultramarinen Keramikfliesen. Sie datieren auch aus dem Jahre 1669. Gemäß der Inschrift wurde die Moschee in der Ära von Safi II. repariert.[11]
- In der ägyptischen Moschee: Eine Inschrift auf der Marmortafel in erhabener Nastaliq-Schrift, die Gedichte darstellt und im letzten Halbvers das Datum 1651 zeigt.[12]
- In der Maqsudbeyk-Moschee: Eine Inschrift, in der die Namen Abbas I. und Maqsudbeyk erwähnt wurde.[13]

Insgesamt sind 29 Inschriften von den Inschriften der historischen Bauten in Isfahan die Werke von Mohammad Reza Emami.